# Balada pro banditu
Balada pro banditu je divadelní hra Milana Uhdeho a Miloše Štědroně na motivy knihy Ivana Olbrachta Nikola Šuhaj loupežník. Poprvé byla uváděna v polovině sedmdesátých let 20. století v brněnském Divadle na provázku, v hlavní roli Nikoly účinkoval Miroslav Donutil, v roli jeho milé Eržiky Iva Bittová.
Režisérem byl Zdeněk Pospíšil, uváděný tehdy i jako autor, protože Milan Uhde byl v té době zakázaným autorem a nemohl se zúčastnit ani premiéry.
Hra dostala v roce 1978 i svoji filmovou podobu (v režii Vladimíra Síse; díky ní se staly známými i písně ze hry) a později ji uvedla také další česká divadla, např. v roce 2010 Horácké divadlo v Jihlavě, v roce 2020 Divadlo na Vinohradech.

## Divadelní inscenace (výběr)
- 1975 Balada pro banditu, Divadlo na provázku, režie: Zdeněk Pospíšil, v hlavních rolích: Miroslav Donutil, Iva Bittová
- 2005 Balada pro banditu, Divadlo Husa na provázku, režie: Vladimír Morávek, v hlavních rolích: Jan Zadražil, Eva Vrbková[3]
- 2010 Balada pro banditu, Horácké divadlo Jihlava, režie: Martin Pacek, v hlavních rolích: Michal Juřica, Barbora Mošnová
- 2013 Balada pro banditu, Východočeské divadlo Pardubice, režie: Michael Tarant, v hlavních rolích: Jan Musil / Tomáš Lněnička, Petra Tenorová[4]
- 2014 Balada pro banditu, Městské divadlo Mladá Boleslav, režie: Petr Veselý, v hlavních rolích: Petr Mikeska, Nina Horáková[5]
- 2014 Balada pro banditu, Divadlo Antonína Dvořáka Příbram, režie: Milan Schejbal, v hlavních rolích: Pavel Batěk, Anna Fixová[6]
- 2020 Balada pro banditu, Divadlo na Vinohradech, režie: Juraj Deák, v hlavních rolích: Marek Lambora, Tereza Císařová / Michaela Tomešová

### Podoba z roku 1975
První uvedení hry v roce 1975 bylo jednou z prvních inscenací z oblasti tzv. malých muzikálů neboli experimentálních muzikálových forem. Scénář vycházel z příběhu, kdy si parta trampů, která se sejde u táborového ohně, přehrává jen tak pro zábavu epizody, inspirované románovou baladou Ivana Olbrachta nebo známé z dobových novinových článků o Nikolovi Šuhajovi.
Režisérem byl Zdeněk Pospíšil, který byl uváděn i jako autor textu. Ve skutečnosti byl ovšem autorem tehdy zakázaný spisovatel Milan Uhde, což bylo přísně tajeno celých sedm let. Vycházel sice z Olbrachtových motivů, ale kvůli nesouhlasu spisovatelových dědiců s dramatizací využil i dobové novinové články o Nikolovi Šuhajovi. Hudbu, kterou napsal Miloš Štědroň, hrála sedmičlenná folková kapela Cech. Premiéra se uskutečnila 7. dubna 1975 v Procházkově síni brněnského Domu umění.

#### Obsazení
| Miroslav Donutil | Nikola Šuhaj         |
| Jiří Pecha       | Velitel četníků      |
| Boleslav Polívka | Lazar Mageri         |
| Petr Maláč       | Jura Šuhaj           |
| Daniel Dítě      | Rotmistr Pavel Kubeš |
| Vladimír Hauser  | Oreb Danko           |
| Marie Sýkorová   | Morana               |
| Pavla Schönová   | Mara                 |
| Simona Peková    | Eva                  |
| Pavel Zatloukal  | Vypravěč             |
| Iva Bittová      | Eržika               |

### Podoba z roku 2005
Tato divadelní hra se od 70. let dočkala v divadle Husa na provázku také svého znovuzrození, kterého se v roce 2005 ujal režisér Vladimír Morávek. Hra prošla hudebním oživením Petra Hromádky, který původní trampské melodie Miloše Štědroně převedl do dynamického hudebního stylu evropské world music. Scéna Martina Chocholouška je bez kulis, se dvěma protilehlými hledišti i děním mezi řadami diváků, pouze nad jevištěm lze vidět ohořelé dřevěné havrany visící ze stropu. Milan Uhde dopsal další sloky k nejznámějším písním „Zabili, zabili“ a „Nepovídej milá mamince“. V roli Nikoly Jan Zadražil, v roli Eržiky Eva Vrbková, délka představení 150 minut.

#### Obsazení
| Jan Zadražil                       | Nikola Šuhaj         |
| Eva Vrbková                        | Eržika               |
| Naďa Kovářová/Jiří Pecha           | Dračová/Drač         |
| Ivana Hloužková                    | Čarodějnice          |
| Gabriela Vermelho/Tereza Marečková | Eva a hra na kvinton |
| Jiří Kniha                         | Nikolův bratr Jura   |
| Jiří Vyorálek                      | Mageri               |
| Radim Fiala/Jan Kolařík            | Velitel četníků      |
| Robert Mikluš                      | Derbak               |